# Hilda Dresen
Pour les articles homonymes, voir Dresen.
Hilda Helene Dresen (11 mai 1896-5 février 1981) est une opératrice radio, poétesse, traductrice et espérantiste estonienne. Elle est la jeune sœur de Helmi Dresen.

## Biographie
Hilda Dresen nait le 11 mai 1896 à Kolga, en Estonie. En 1917, elle réussit un examen de langues anglaise, allemande et française et travaille à Tallinn comme opératrice radio jusqu'en 1949 puis comme traductrice du russe jusqu'à sa retraite en 1956.
Elle apprend l’espéranto en 1913,. En 1922, elle collabore à la revue Literatura Mondo et commence à traduire des œuvres de la littérature estonienne en espéranto. Elle collabore aussi aux revues La Nica Literatura Revuo, Norda prismo, Monda Kulturo, Heroldo de Esperanto, La Praktiko, la Nova Epoko, La studa stelo, Fonto et quelques autres. Elle traduit plus de 60 auteurs estoniens, dont les poèmes de Marie Under et l'épopée nationale Kalevipoeg. Elle traduit en espéranto aussi à partir du russe, du français, de l'allemand, du live et de l'ukrainien. Sa traduction de Spleen de Charles Baudelaire apparaît dans l'adaptation en français des Fleurs du Mal (la Floroj de l'Malbono). À partir de la fin des années 50, elle publie dans différentes revues espérantistes des poèmes du poète estonien Enn Uibo, sous le pseudonyme Enn Uldre.
Elle meurt le 5 février 1981 à Tallinn. Sa tombe se trouve au cimetière Pärnamäe, quartier 24.

## Galerie

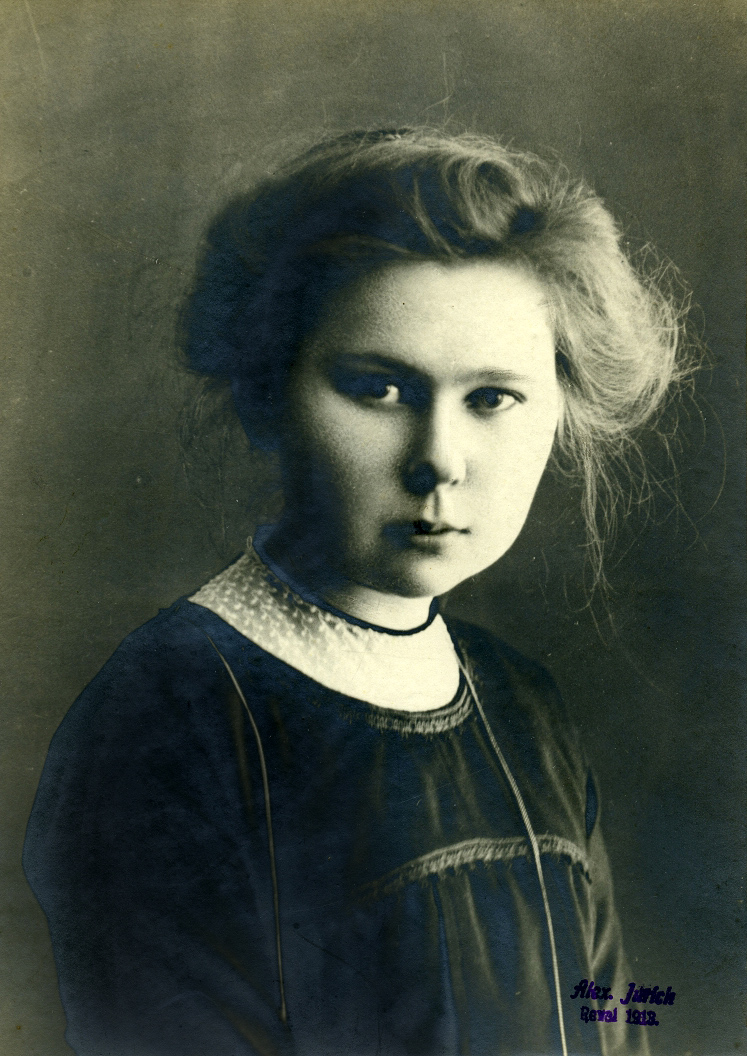
Hilda Dresen en 1913
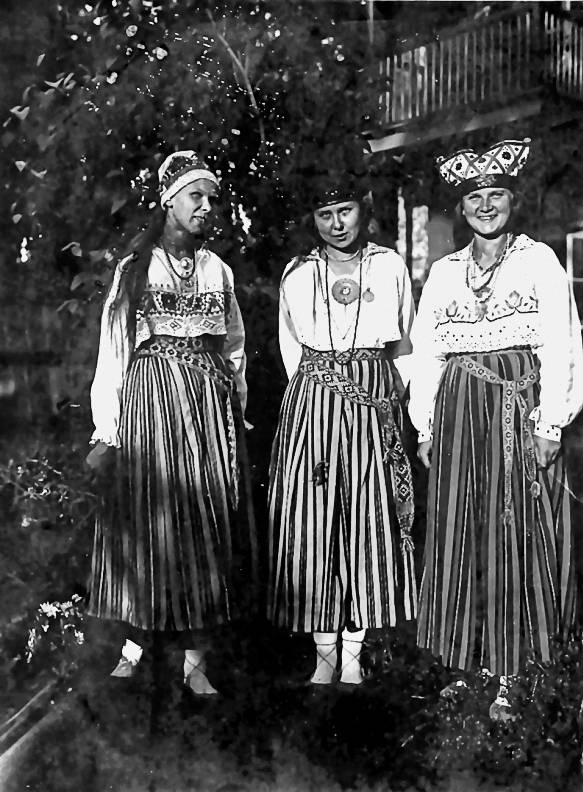
Les sœurs Dresen : Helmi, Hilda et Agnes.
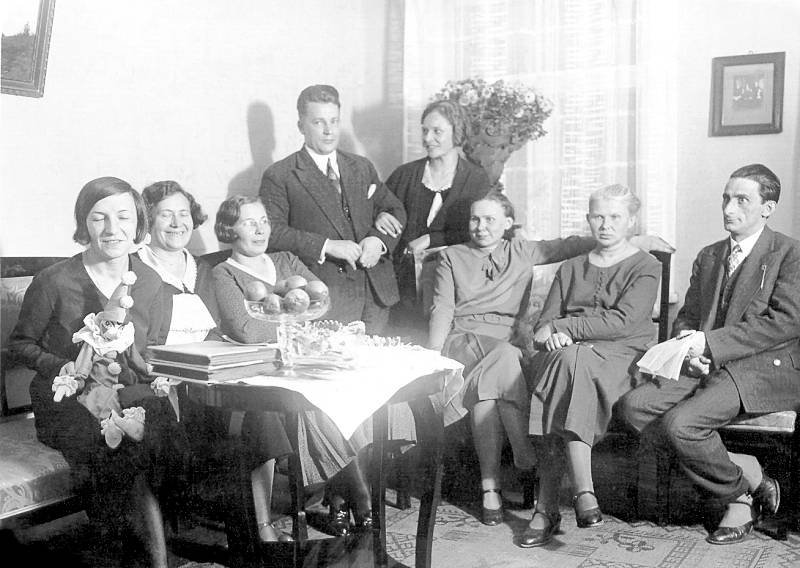
En partant de la droite : Julio Baghy, Helmi Dresen et Hilda Dresen.

## Traductions
- Elektitaj versaĵoj, de Marie Under (Tr. 1929)
- Sonetoj 1917, de Marie Under (1988)
- Horizontoj, de Johannes Barbarus (1931)
- Estonaj Kantoj (avec d'autres, 1931)
- Estona antologio 1 (avec d'autres, 1932)
- Svisa Antologio (avec d'autres, 1939)
- La Floroj de l'Malbono, de Charles Baudelaire (avec d'autres, 1957)
- Versoj elektitaj de S. Jesesin (avec d'autres, 1965)
- Kantoj de dek kvin sovetaj respublikoj (avec d'autres, 1965)
- Ŝippereo, de Juhan Smuul (avec H. Tolve, 1968)
- Liriko, de Lesia Ukrainka (avec d'autres, 1971)
- Kalevipoeg, de Friedrich Reinhold Kreutzwald (1975)
- Estona soveta poezio (1977)
- Lumo de Orienta Eŭropo, de Vladimir Beekman (avec J. Ojalo et K. Saha, 1978)
- Al abelujo ĝi flugas, de Juhan Liiv (1980)
- Ventolume, de Debora Vaarandi (avec S. Kärner et J. Ojalo, 1986)
- Sonetoj 1917, de Marie Under (1988)
- Nur Erik-floreto, de Enn Uibo (2001)

## Œuvres
- Norda Naturo (1967)